# Xã Truro, Quận Knox, Illinois
Xã Truro (tiếng Anh: Truro Township) là một xã thuộc quận Knox, tiểu bang Illinois, Hoa Kỳ. Năm 2010, dân số của xã này là 840 người.